# オリガ・ザイツェワ
オリガ・ザイツェワ (ロシア語: Ольга Алексеевна Зайцева、英語: Olga Alekseyevna Zaitseva、1978年5月16日 - ）は、ロシアの女性バイアスロン選手。2006年トリノおよび2010年バンクーバー、冬季オリンピック2大会金メダリスト。

## 経歴
モスクワ出身。1994年にバイアスロンを始める。2000年2月12日にスウェーデンのオスターサンドで開催されたワールドカップに初出場。2002年2月、ソルトレイクシティオリンピックに出場し、個人37位。同年12月5日にワールドカップオスターサンド大会・スプリントで初優勝。
2004-05シーズン、ワールドカップの種目別マススタートでシーズン総合1位。2005年の世界選手権、2006年トリノオリンピックでは女子リレーメンバーとして金メダルを獲得。2009年世界選手権ではマススタートで個人種目自身初の金メダルを獲得。2010年バンクーバーオリンピックでは女子リレーで連覇を達成。個人マススタートでも銀メダルを獲得した。
地元開催の2014年ソチオリンピックでも女子リレーで銀メダルを獲得。しかし、2017年、ドーピング再検査で違反が判明したとして失格処分となった。